# الإعاقة في كندا
تؤثر الإعاقة في كندا على ما يقرب من 8 ملايين فرد تتراوح أعمارهم بين 15 عامًا وأكثر. وفقًا لمسح أجرته هيئة الإحصاء الكندية عام 2022 لأولئك الذين أبلغوا عن إعاقة، كان لدى ما يقرب من 42% من كبار السن أربع إعاقات متزامنة أو أكثر، بينما كان لدى 43% من الشباب و36% من البالغين في سن العمل نوعين أو ثلاثة أنواع. وكان معدل الإعاقة أعلى لدى النساء (30%) مقارنة بالرجال (24%)، وهو ما يتفق مع الاتجاهات السابقة.  من حيث شدة الإعاقة، تم تصنيف حوالي 59٪ من الأشخاص ذوي الإعاقة على أنهم يعانون من إعاقات خفيفة، في حين أن 41٪ يعانون من إعاقات أكثر شدة.
وعلى الرغم من المكاسب الكبيرة التي حققها الأشخاص ذوو الإعاقة في العقود الأخيرة، إلا أن هناك قضايا تمييز تاريخية وحديثة. من أواخر القرن التاسع عشر وحتى منتصف القرن العشرين، منعت قوانين الهجرة الكندية الأشخاص الذين يُعتقد أنهم يعانون من إعاقات فكرية أو نمائية من دخول البلاد. واجه الأشخاص ذوو الإعاقة في كندا الإيداع في المؤسسات، والتعقيم غير الطوعي، وحرمانهم من التوظيف، والعنف العاطفي والجسدي. لا يزال الأشخاص ذوو الإعاقة يعانون من انخفاض التحصيل التعليمي، وارتفاع معدلات البطالة، وبالتالي هم أكثر عرضة لتجربة انخفاض الدخل، وعدم كفاية السكن مقارنة بأولئك الذين لا يعانون من الإعاقة. تظهر النتائج أن 72% من الأشخاص ذوي الإعاقة واجهوا حاجزًا واحدًا أو أكثر في إمكانية الوصول بسبب حالتهم.
تتضمن التشريعات المحلية التي تهدف إلى حماية الكنديين ذوي الإعاقة ميثاق الحقوق والحريات، وقانون حقوق الإنسان الكندي، وقانون المساواة في العمل. يهدف قانون كندا الميسرة إلى إنشاء دولة خالية من العوائق بحلول عام 2040. وعلى الصعيد الدولي، تعد كندا من الدول الموقعة على اتفاقية الأمم المتحدة لحقوق الأشخاص ذوي الإعاقة، وتجتمع بانتظام لمناقشة تنفيذ أحدث توصيات الاتفاقية. إلى جانب الدعم الاجتماعي والمالي من الحكومات الفيدرالية والإقليمية، هناك العديد من منظمات الحقوق الأساسية في كندا المخصصة لمساعدة الأفراد ذوي الإعاقة والدفاع عنهم بدءًا من أمبولات الحرب بعد الحرب العالمية الأولى. تشمل المنظمات الوطنية لحقوق ذوي الإعاقة مجلس الكنديين ذوي الإعاقة (CCD)، وشبكة النساء ذوات الإعاقة في كندا (DAWN)، والجمعية الكندية للحياة المجتمعية (CACL).

## البيانات الإحصائية

### ملخص
مسح كندا لعام 2022 حول الإعاقة (CSD) يسلط الضوء على أن 27% من الكنديين الذين تبلغ أعمارهم 15 عامًا أو أكثر، أو حوالي 8 ملايين فرد، يعانون من إعاقة واحدة أو أكثر تعيق الأنشطة اليومية. ويمثل هذا ارتفاعًا من 22% في عام 2017. ويرجع هذا الارتفاع إلى شيخوخة السكان والارتفاع الملحوظ في الإعاقات المرتبطة بالصحة العقلية بين الشباب والبالغين في سن العمل. في عام 2022، كان معدل الإعاقة أعلى بالنسبة للنساء (30%) مقارنة بالرجال (24%)، وهو ما يتفق مع الاتجاهات السابقة.
وأظهر تقرير مركز التنمية الاجتماعية نموًا كبيرًا في معدلات الإعاقة بين مختلف الفئات العمرية من عام 2017 إلى عام 2022. وشهدت فئة الشباب (15-24 سنة) أكبر زيادة، حيث أبلغ 20% منهم عن إعاقة في عام 2022، بزيادة قدرها 7 نقاط مئوية عن عام 2017. وفي البالغين في سن العمل (25-64 سنة)، كان 24% منهم يعانون من إعاقات، بزيادة قدرها 4 نقاط، بينما بين كبار السن (65 سنة فأكثر)، وصل المعدل إلى 40%، بزيادة قدرها 3 نقاط. حوالي 14% من الكنديين الذين تبلغ أعمارهم 15 عامًا أو أكثر، أو حوالي 3. أفاد 8 ملايين فرد بأنهم يعانون من إعاقة تحد من أنشطتهم اليومية. وقد تباينت معدلات الانتشار حسب المقاطعة، حيث سجلت نوفا سكوشا أعلى معدل بنسبة 19%، بينما سجلت كيبيك أدنى معدل بنسبة 10%.
وأشار المسح إلى أن معدل انتشار الإعاقة يرتفع مع التقدم في السن، وخاصة بين كبار السن الذين تبلغ أعمارهم 75 عاماً فأكثر، حيث وصل المعدل إلى 43%. وُجِد أن متوسط عمر بداية الإصابة بالإعاقة يبلغ حوالي 43 عامًا.  وبشكل عام، يساهم العدد المتزايد من كبار السن في السكان في ارتفاع معدلات الإعاقة. ويشير التقرير أيضًا إلى أن الإعاقات المرتبطة بالألم تظل الأكثر شيوعًا، حيث تؤثر على 62% من ذوي الإعاقة، في حين شهدت الإعاقات المرتبطة بالصحة العقلية أكبر نمو، حيث انتقلت من 33% في عام 2017 إلى 39% في عام 2022، مما يعكس اتجاهات أوسع في انخفاض مؤشرات الصحة العقلية.
تظهر الفئات العمرية المختلفة أنواعًا مختلفة من الإعاقات. ومن بين الشباب ذوي الإعاقة، كانت المشاكل الأكثر شيوعاً هي المشاكل المتعلقة بالصحة العقلية (68%)، مع ملاحظة ارتفاعات كبيرة في مشاكل الصحة العقلية بين الشباب والسكان في سن العمل. وأفاد البالغون في سن العمل بارتفاع حالات الإعاقات المرتبطة بالألم (63%) والإعاقات المرتبطة بالصحة العقلية (46%). بالنسبة لكبار السن، كانت الإعاقات الأكثر انتشارًا هي تلك المرتبطة بالألم (68%) وقضايا التنقل (63%). يواجه العديد من الأفراد ذوي الإعاقة أنواعًا متعددة من الإعاقة، حيث يعاني 29% منهم من نوع واحد، و37% من نوعين أو ثلاثة، و34% من أربعة أنواع أو أكثر من الإعاقة. تزداد احتمالية الإصابة بإعاقات متعددة مع تقدم العمر.
ومن حيث شدة الإعاقة، تم تصنيف حوالي 59% من الأشخاص ذوي الإعاقة على أنهم يعانون من إعاقات خفيفة، في حين أن 41% منهم يعانون من إعاقات أكثر شدة. وُجِد أن النساء أكثر عُرضة للإعاقات الشديدة من الرجال.  ظلت العوائق التي تحول دون الوصول إلى الأماكن العامة كبيرة، حيث أفاد 72% بمواجهة مشكلات مختلفة تتعلق بإمكانية الوصول، حيث واجه الأفراد الذين يعانون من إعاقات أكثر شدة تحديات أكبر.   كانت أكثرها شيوعًا مرتبطة بالأماكن العامة، مثل المداخل أو الأرصفة (56%)، تليها حواجز الاتصال (48%)، والمفاهيم السلوكية الخاطئة (37%)، وحواجز النشاط عبر الإنترنت (17%).

### التعليم والتوظيف وعدم المساواة في الدخل
شدد المسح الكندي حول الإعاقة على التحديات المالية التي يواجهها الأفراد ذوو الإعاقة، مشيرا إلى أن متوسط دخلهم بعد الضرائب أقل مقارنة بنظرائهم غير المعاقين. أدى جائحة كوفيد إلى تكثيف الصعوبات المالية التي يواجهها العديد من الأفراد ذوي الإعاقة، حيث أفاد 45% منهم بأنهم يواجهون صعوبة في تلبية الالتزامات المالية. ويشير التقرير إلى أن الأشخاص ذوي الإعاقات الخفيفة هم أكثر حظا في الحصول على عمل مقارنة بأولئك ذوي الإعاقات الشديدة للغاية. كان لدى البالغين الذين تتراوح أعمارهم بين 25 إلى 64 عامًا من ذوي الإعاقة معدلات توظيف أقل (62%) مقارنة بأولئك الذين لا يعانون من الإعاقة (78%). وانخفضت معدلات التوظيف أيضًا مع تزايد شدة الإعاقة. كان الأشخاص ذوو الإعاقة العاملين أكثر عرضة للعمل بدوام جزئي.
في عام 2022، كان 42% من الأفراد ذوي الإعاقة الذين تتراوح أعمارهم بين 25 و64 عامًا والذين لم يكونوا يعملون لديهم إمكانات العمل، أي ما يعادل 741.280 شخصًا. كما يشير إلى أن 17% من الشباب ذوي الإعاقة، الذين تتراوح أعمارهم بين 15 و24 عامًا، لم يكونوا يعملون أو يتلقون تعليمًا أو تدريبًا في عام 2022، مع ارتفاع المعدل بين أولئك الذين يعانون من إعاقات أكثر شدة. تحسنت معدلات التوظيف للبالغين في سن العمل من ذوي الإعاقة، حيث بلغت نسبة العاملين 62% في عام 2022، بزيادة قدرها 3 نقاط منذ عام 2017، مما أدى إلى تضييق فجوة التوظيف مع الأفراد غير المعاقين.
يمثل الآباء والأمهات المنفردون ذوو الإعاقة نسبة كبيرة من السكان ذوي الدخل المنخفض في كندا. في عام 2014، كان حوالي خمس البالغين الذين تتراوح أعمارهم بين 25 و64 عاماً يعانون من الإعاقة، وكان 23% منهم يعيشون في دخل منخفض مقارنة بنحو 9% بين أولئك الذين لا يعانون من الإعاقة. وقد تباينت احتمالية انخفاض الدخل حسب نوع الإعاقة: 17% بالنسبة لأولئك الذين يعانون من إعاقات جسدية حسية، و27% بالنسبة لأولئك الذين يعانون من إعاقات عقلية إدراكية، و35% بالنسبة لأولئك الذين يعانون من كلا النوعين. كما أثرت بنية الأسرة على هذه المعدلات؛ حيث ارتفعت معدلات الدخل المنخفض إلى أكثر من 50% بين الآباء والأمهات الوحيدين والأفراد الذين يعيشون بمفردهم ويعانون من الإعاقة، في حين بلغت 8% فقط بين أولئك الذين يعيشون مع زوج غير معاق.
تلعب حالة العمل دوراً حاسماً في مستويات الدخل، حيث يقع 22% من الأفراد غير المعوقين العاطلين عن العمل ضمن الدخل المنخفض، مقارنة بـ 35% من ذوي الإعاقات الجسدية والحسية، و46% من ذوي الإعاقات العقلية والإدراكية، و47% من ذوي كليهما. تواجه بعض المجموعات الديموغرافية، مثل المهاجرين الجدد والشعوب الأصلية، مخاطر أعلى فيما يتعلق بانخفاض الدخل، على غرار الأشخاص ذوي الإعاقة.

### عنف
وبحسب المؤشرات الكندية الواردة في اتفاقية الأمم المتحدة لحقوق الأشخاص ذوي الإعاقة، فإن الأشخاص ذوي الإعاقة أكثر عرضة للتعرض للاعتداء الجسدي قبل سن 15 عاماً، حيث أفاد 33% من الرجال و30% من النساء بوقوع مثل هذه الحوادث، مقارنة بـ 20% من الرجال و16% من النساء غير المعاقين. بالإضافة إلى ذلك، أفاد 5% من الرجال و14% من النساء من ذوي الإعاقة بتعرضهم للاعتداء الجنسي قبل سن 15 عامًا، مقارنة بـ2% من الرجال و7% من النساء غير المعاقين.
وبشكل عام، كان حوالي 7% من الأشخاص ذوي الإعاقة ضحايا للاعتداء الجسدي، في حين تعرض 6% من الأشخاص ذوي الإعاقة للاعتداء الجنسي، وهو ما يقرب من أربعة أضعاف عدد الأشخاص غير المعاقين. واجهت النساء ذوات الإعاقة اعتداءات جنسية قبل سن الخامسة عشرة بمعدل ثلاثة أضعاف تقريبًا مقارنة بالرجال ذوي الإعاقة (14% مقابل 5%).

## تاريخ

### إضفاء الطابع المؤسسي
يرجع ذلك إلى حد كبير إلى الثقة الواسعة في السلطة الطبية ونمو التصنيع، حيث عزز المجتمع الكندي خلال أواخر القرن التاسع عشر وأوائل القرن العشرين فصل الأشخاص ذوي الإعاقة. إن المؤسسات العامة، مثل المستشفيات النفسية، ودور المكفوفين، ودور اللجوء، والمنازل التي تديرها الكنيسة، تعمل على حبس الأشخاص ذوي الإعاقة وعزلهم عن بقية المجتمع. كان يُنظر إلى الأشخاص ذوي الإعاقة على أنهم يشكلون عبئًا على بقية المجتمع وحُرموا من ممارسة حقوقهم الكاملة.

### قوانين الهجرة
منذ أواخر القرن التاسع عشر، حظرت قوانين الهجرة الكندية دخول الأشخاص الذين يُنظر إليهم على أنهم "مجانين" أو "أغبياء" إلى البلاد. استهدفت هذه القوانين في البداية الأفراد الذين يفتقرون إلى الدعم الأسري لتجنب الاعتماد على مساعدات الدولة. بحلول أوائل القرن العشرين، أصبح الأشخاص ذوو الإعاقة يُعتبرون "غير مقبولين"، ويُنظر إليهم على أنهم منحطون أخلاقياً. وقد أدى هذا إلى عمليات الترحيل حتى تعديل قانون الهجرة لعام 1967.

### التعقيم الإجباري
كانت معتقدات وممارسات تحسين النسل الكندية تعمل من خلال المؤسسات والأحكام الطبية، على غرار الدول الأخرى في ذلك الوقت، مع تعقيم الآلاف خلال الثلاثينيات إلى السبعينيات، عندما كان يُنظر إلى الأشخاص ذوي الإعاقة على أنهم "معيبون" وغير لائقين للتكاثر. في حين أن التشريع في كولومبيا البريطانية يتطلب موافقة الشخص المعني أو زوجته أو الوصي عليه، فإن التعديل الذي أُدخل عام 1937 على قانون التعقيم الجنسي في ألبرتا يعني أنه في ظروف معينة، يمكن إكمال هذا الإجراء دون موافقة أو حتى علم الشخص الذي يتم تعقيمه. وفي ألبرتا، تم إلغاء هذا التشريع في عام 1972 في ظل حكومة المحافظين التقدميين بقيادة بيتر لوغيد. صرح ديفيد كينج، عضو الجمعية التشريعية الذي قدم مشروع القانون لإلغاء القانون، أنه يرى أن هذا التشريع ينتهك حقوق الإنسان.  في كولومبيا البريطانية، تم إلغاء التشريع الذي يسمح بالتعقيم في عام 1973، وأكد قرار المحكمة العليا في قضية السيدة (إي) ضد إيف في عام 1986 أنه في كندا، ليس من القانوني تعقيم شخص ما دون موافقته خارج حالات الطوارئ.

### إلغاء المؤسسات
خلال الخمسينيات والستينيات من القرن العشرين، استمرت عملية إخراج الأشخاص ذوي الإعاقة من المؤسسات. فتحت منظمات غير ربحية مثل الجمعية الكندية للحياة المجتمعية (التي تأسست عام 1958، والتي كانت تسمى آنذاك الجمعية الكندية للأطفال المعاقين) منازل جماعية للأشخاص ذوي الإعاقة ودعت إلى إمكانية استخدام الأموال التي تم توفيرها من خلال إغلاق المؤسسات الحكومية لتوسيع نطاق الخدمات المجتمعية.

## السياسات

### تشريع
على المستوى الفيدرالي، يوجد في كندا قانون كندا الميسرة المخصص حصريًا لحماية حقوق الكنديين ذوي الإعاقة في المناطق الخاضعة للاختصاص الفيدرالي. يمكن للكنديين ذوي الإعاقة أيضًا أن يجدوا حماية بارزة في ميثاق الحقوق والحريات الذي ينطبق على جميع مستويات الاختصاص القضائي في كندا، وقانون حقوق الإنسان الكندي، وقانون المساواة في العمل. يُحظر التمييز ضد الأشخاص ذوي الإعاقة بموجب قانون حقوق الإنسان الكندي، الذي صدر في عام 1985. بالإضافة إلى ذلك، يضمن ميثاق الحقوق والحريات، الذي صدر في عام 1982، أن الأشخاص ذوي الإعاقة يتمتعون بالحماية ويتلقون نفس الفوائد بموجب القانون مثل أي كندي آخر. وبالتالي فإن كندا هي الدولة الوحيدة في العالم التي تحمي الأشخاص ذوي الإعاقة بشكل صريح من التمييز في دستورها. يهدف قانون المساواة في التوظيف إلى ضمان تمتع مجموعات معينة، بما في ذلك الأشخاص ذوي الإعاقة، بنفس فرص العمل والمزايا التي يتمتع بها أي شخص آخر.

### البرامج والدعم
في عام 2022، كان 10% من الأشخاص ذوي الإعاقة يعيشون تحت خط الفقر، مقارنة بـ 7% من غير المعاقين. لا توفر برامج الإعاقة الإقليمية في كندا دخلاً كافياً للمستفيدين الذين يعتمدون بشكل كامل على الدعم الحكومي لتمكينهم من تحمل تكاليف الغذاء والسكن النموذجية البالغة 341 دولارًا أمريكيًا شهريًا و1529 دولارًا أمريكيًا شهريًا لشقة استوديو على التوالي. في أونتاريو وكولومبيا البريطانية، تصل مدفوعات برنامج دعم الإعاقة إلى الحد الأقصى عند 1308 دولارًا و1483.50 دولارًا شهريًا، على التوالي، للفرد.
اعتمدت الحكومة مجموعة واسعة من البرامج المصممة لجعل الحياة أكثر تكلفة للأشخاص ذوي الإعاقة. وتشمل هذه الإجراءات إنشاء خطط الادخار المسجلة للأشخاص ذوي الإعاقة في عام 2006، وصندوق إمكانية الوصول في عام 2007، وحساب الادخار المعفي من الضرائب للأشخاص ذوي الإعاقة في عام 2008. وفي ضوء جائحة كوفيد-19، عززت الحكومة هذه البرامج من خلال زيادة التمويل، بما في ذلك إعادة تشكيل لجنة استشارية لشؤون الإعاقة تابعة لوكالة الإيرادات الكندية.
تتضمن البرامج المالية الأخرى التي تقدمها وزارة التوظيف والتنمية الاجتماعية الكندية حاليًا للكنديين ذوي الإعاقة ما يلي:
- فوائد الإعاقة لخطة معاشات التقاعد الكندية،
- مزايا الأطفال في خطة معاشات التقاعد الكندية،
- فوائد الإعاقة للمحاربين القدامى،
- إعانة إعاقة الطفل،
- برنامج استرداد ضريبة البنزين الفيدرالية،
- منحة كندا لتوفير المال للأشخاص ذوي الإعاقة،
- سندات الادخار الكندية للإعاقة،
- منحة الخدمات والمعدات للطلاب ذوي الإعاقات الدائمة،
- برنامج قروض الطلاب في كندا - إعانة العجز الدائم الشديد، و
- منح للطلاب ذوي الإعاقات الدائمة

### الحساسية البيئية
تحافظ لجنة حقوق الإنسان الكندية على سياسة بشأن "الحساسية البيئية" (الإعاقة المعترف بها) والتي تمنح الموظفين المتضررين الحق في طلب من صاحب العمل ضمان خلو أماكن العمل من المواد الكيميائية أو الروائح الكريهة.

### السياسات الإقليمية
اعتمدت معظم المقاطعات والأقاليم الكندية برامج دعم الإعاقة المشابهة لبرنامج دعم الإعاقة في أونتاريو. كما اعتمدت أونتاريو قانون إمكانية الوصول للأشخاص ذوي الإعاقة في أونتاريو في عام 2005، ولكن ضمن هذه السياسة يوجد بند يسمى المشقة غير المبررة والذي يسمح بالاستمرار في التمييز ضد الأشخاص ذوي الإعاقة على أساس مالي.

## منظمات ذوي الإعاقة
بعد الحرب العالمية الأولى، عاد العديد من المحاربين القدامى إلى كندا وهم يعانون من إعاقات جسدية وعقلية وكانوا يواجهون صعوبة في إعادة دمجهم في المجتمع. أدت احتياجات هؤلاء المحاربين القدامى إلى ظهور منظمات الدفاع عن حقوق ذوي الإعاقة مثل War Amps، والتي ناضلت من أجل الحاجة إلى خدمات مثل إعادة التأهيل والتدريب في ورش العمل المحمية وغيرها من الخدمات المرتبطة بالتوظيف.  وقد نشأ تفاوت بين وضع المحاربين القدامى ذوي الإعاقة ووضع المدنيين ذوي الإعاقة، والذي استمر في الاتساع حتى بعد الحرب العالمية الثانية. في منتصف القرن العشرين، دافع المدنيون ذوو الإعاقة وحلفاؤهم عن حقوق جميع الأشخاص ذوي الإعاقة في المشاركة الكاملة في المجتمع. وكان إخراج الأشخاص ذوي الإعاقة من المؤسسات من بين الأسباب الرئيسية لذلك.
وشهدت نهاية سبعينيات القرن العشرين إنشاء تحالف المنظمات الإقليمية للأشخاص ذوي الإعاقة (الذي أصبح الآن مجلس الكنديين ذوي الإعاقة)، وهي جماعة بارزة في مجال المناصرة. تميزت هذه المنظمة عن غيرها من المنظمات بكونها تتكون في المقام الأول من الأشخاص ذوي الإعاقة أنفسهم، وليس من الحلفاء أو المحترفين. في عام 1981، لفتت السنة الدولية للأشخاص ذوي الإعاقة التي أعلنتها الأمم المتحدة الانتباه إلى قضايا الإعاقة وأدت إلى زيادة الوعي بها بين الكنديين. في العام التالي تم تعديل ميثاق الحقوق والحريات ليشمل الإعاقة كأساس للتمييز،  وهي قضية دافعت عنها بقوة مجموعات أصحاب المصلحة مثل CCD. دخل قانون حقوق الإنسان في كندا حيز التنفيذ في عام 1985، وقانون المساواة في التوظيف في عام 1986.
نتيجة للركود الاقتصادي، كانت فترة أوائل التسعينيات بمثابة وقت عصيب بالنسبة للأشخاص ذوي الإعاقة: حيث تم توفير تمويل أقل للمساعدات الاجتماعية وكانت الإعانات الحكومية نادرة وأكثر صعوبة في الحصول عليها. واستمرت التطورات بشأن قضايا الإعاقة على المستوى الفيدرالي. في عام 1991، في ظل حكومة مولروني، تم الإعلان عن خطة عمل استراتيجية مدتها خمس سنوات لدمج الأشخاص ذوي الإعاقة. في عام 1996، عيّن رئيس الوزراء جان كريتيان فريق عمل اتحاديًا معنيًا بقضايا الإعاقة. تأسس مكتب الحكومة الفيدرالية لقضايا الإعاقة، وهو النقطة المحورية لحكومة كندا فيما يتعلق بالمسائل المتعلقة بالإعاقة، في عام 2001. وشهدت تسعينيات القرن العشرين ظهور خطاب أكاديمي يهدف إلى تحديد مكانة الإعاقة في المجتمع الكندي. تتضمن التطورات التي شهدها القرن الحادي والعشرين في قضايا الإعاقة قرارًا للمحكمة العليا عام 2012 والذي نص على أن الأشخاص ذوي الإعاقات العقلية يمكنهم تقديم شهادة موثوقة للمحكمة، وتصديق كندا على اتفاقية الأمم المتحدة لحقوق الأشخاص ذوي الإعاقة في مارس 2012. 2010. وبتوقيعها على الاتفاقية، التزمت كندا بمحاولة تحسين الظروف الاجتماعية والاقتصادية للكنديين ذوي الإعاقة، وفي عام 2014 قدمت تقريرًا إلى الأمم المتحدة يوضح التقدم الذي أحرزته.
على المستوى الإقليمي والإقليمي، توجد العديد من المجموعات بما في ذلك: تحالف الإعاقة في كولومبيا البريطانية، صوت سكان ألبرتا ذوي الإعاقة (VAD)، منظمة ساسكاتشوان الخالية من العوائق، رابطة مانيتوبا للأشخاص ذوي الإعاقة (MLPD)، المواطنون ذوو الإعاقة - أونتاريو، اتحاد منظمات الأشخاص ذوي الإعاقة في كيبيك (COPHAN)، جمعية الصحة البيئية في كندا/ جمعية الصحة البيئية في كيبيك، رابطة نوفا سكوشا للفرص المتساوية (NSLEO)، ResourceAbilities (PEI)، ائتلاف الأشخاص ذوي الإعاقة - NFLD ولابرادور (COD)، جمعية Nunavummi Disabilities Makinnasuaqtiit، مجلس الإعاقة في الأقاليم الشمالية الغربية، الجمعية الكندية للصم (CAD)، المجلس الكندي للمكفوفين (CCB)، الجمعية التعليمية الوطنية للطلاب ذوي الإعاقة (NEADS) والشبكة الوطنية للصحة العقلية (NNMH).

## ثقافة

علم فخر ذوي الإعاقة تم إعادة تصميمه في عام 2021 بواسطة آن ماجيل ليكون آمنًا بصريًا وشاملًا.

تعود عبارة ثقافة الإعاقة إلى حركات حقوق الإعاقة والمعيشة المستقلة في الستينيات والسبعينيات. قام ستيفن إي. براون بتعريف ثقافة الإعاقة في عام 1996، مع التركيز على الفخر بالإعاقة، والقدرة، والارتباطات مع الثقافات المهمشة الأخرى. وتشمل الجوانب الرئيسية حق تقرير المصير للأشخاص ذوي الإعاقة ودوره في تحديد الهوية. تختلف ثقافة الإعاقة حسب المنطقة والمجموعة، مع وجود اختلافات في التجارب، وخاصة بين الأفراد ذوي الإعاقة من مختلف الأعراق.  تشمل الرموز علم فخر الإعاقة وعلم الأمم المتحدة للإعاقة، ويصادف شهر فخر الإعاقة في شهر يوليو، بينما يوم 3 ديسمبر هو اليوم العالمي للأشخاص ذوي الإعاقة. توجد برامج دراسات الإعاقة في الجامعات الكندية. 